# 公有领域日
公有领域日（英語：Public Domain Day）是对作品因版权到期而进入公有领域的纪念活动。依据各国的版权法，作品进入公有领域的法律过渡通常发生在每年的1月1日。
最初纪念公有领域日的活动均为民间自发。直到2004年，加拿大公有领域活动家华莱士·麦克莱恩（Wallace McLean）率先提出了这一主张，随后便得到了勞倫斯·雷席格的支持。一些网站列出了每年1月1日作品进入公有领域的作者。世界各国的各种组织也会使用“公有领域日”的旗号开展活动。

## 公有领域

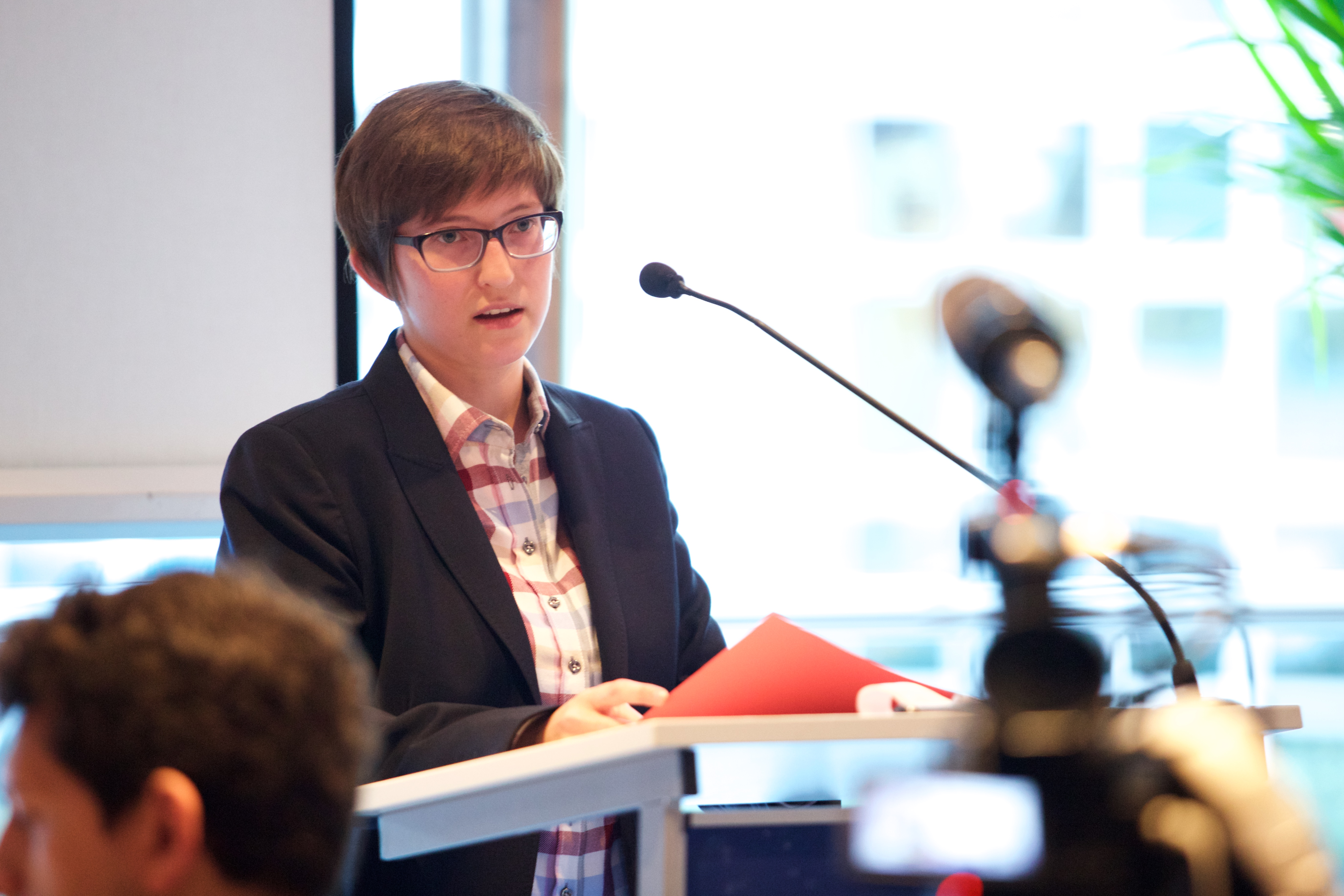
2016年的公有领域日庆祝活动（费利克斯·雷达在布鲁塞尔发言）

版权保护期限通常被描述为在作者死亡当年结束后的若干年内到期。在到期后，这些作品完全可以使用，任何人都可以为任何目的访问和使用它们，而无需授权。
由于公有领域的权利因管辖区而异，作品进入公有领域并不是世界性的。在美国，从1999年到2018年，没有更多的出版作品自动进入公有领域。澳大利亚的版权计划的限制性更强，直到2026年才有更多的公有领域进入。每年，大多数欧洲国家都有各种作品进入公有领域，此外还有加拿大和新西兰。
2010年的公有领域日庆祝了许多国家的作家作品进入公有领域，如、福特·马多克斯·福特和亞瑟·拉克姆。2011年，伊扎克·巴别尔、瓦尔特·本雅明、約翰·布肯、米哈伊尔·布尔加科夫、F·斯科特·菲茨杰拉德、埃玛·戈尔德曼、保羅·克利、塞尔玛·拉格洛夫、列昂·托洛茨基、维托·沃尔泰拉、纳撒尼尔·韦斯特的作品进入公有领域。2021年进入公有领域的重要资料包括：F·斯科特·菲茨杰拉德《了不起的盖茨比》、弗吉尼亚·吴尔夫《达洛维夫人》等。

## 庆祝活动

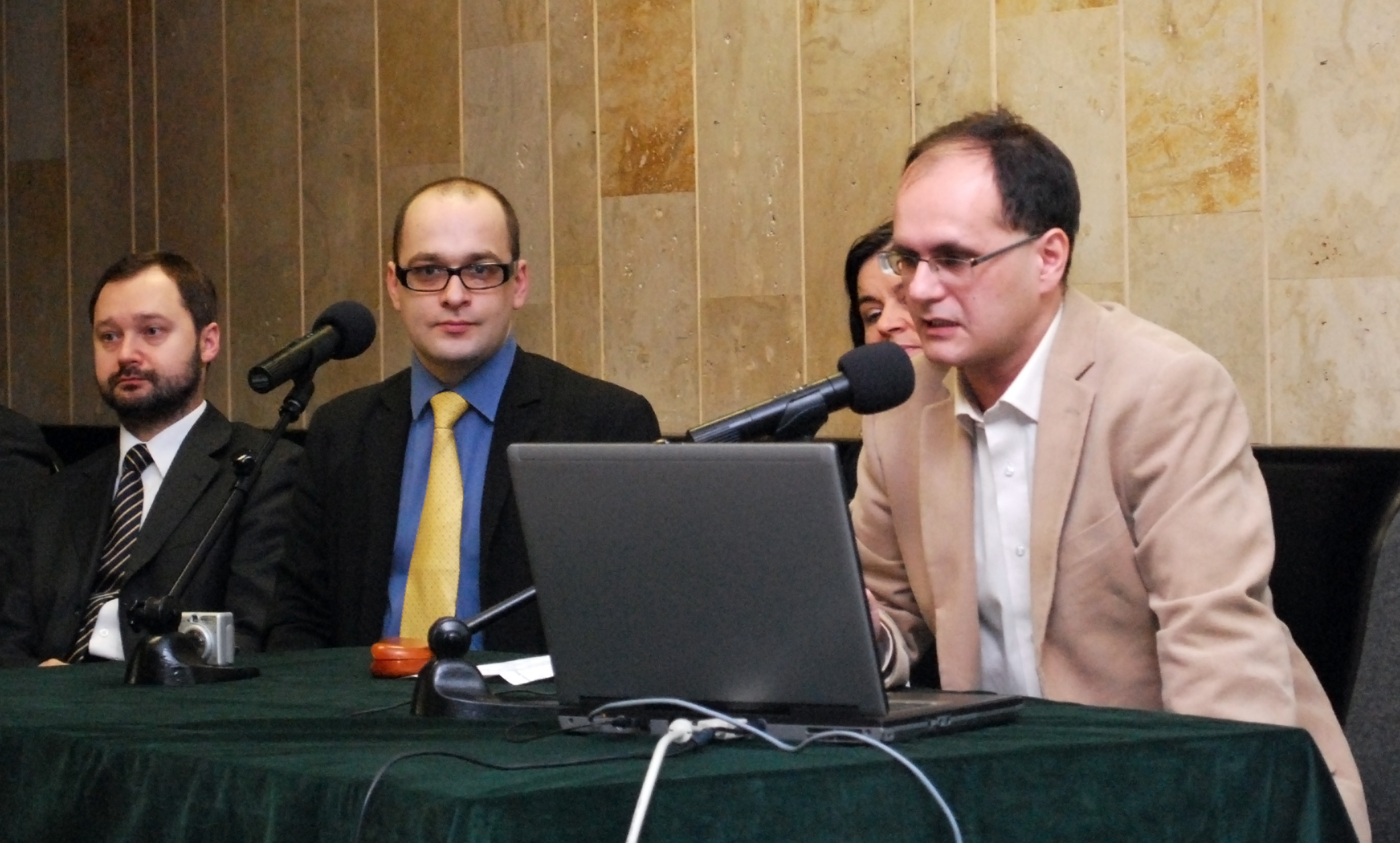
波兰的公共领域日庆祝活动（2008年）

2011年1月，为庆祝2011年公有领域日，开放知识基金会推出了《公有领域评论》（The Public Domain Review），这是一个基于网络的对已进入公有领域作品的评论。